# Journal of Comparative Psychology
Journal of Comparative Psychology is een internationaal, aan collegiale toetsing onderworpen wetenschappelijk tijdschrift op het gebied van de
psychologie en de zoologie.
De naam wordt in literatuurverwijzingen meestal afgekort tot J. Comp. Psychol.
Het wordt uitgegeven door de American Psychological Association en verschijnt 4 keer per jaar.
Het eerste nummer verscheen in 1983.